# Hotel Mosselman

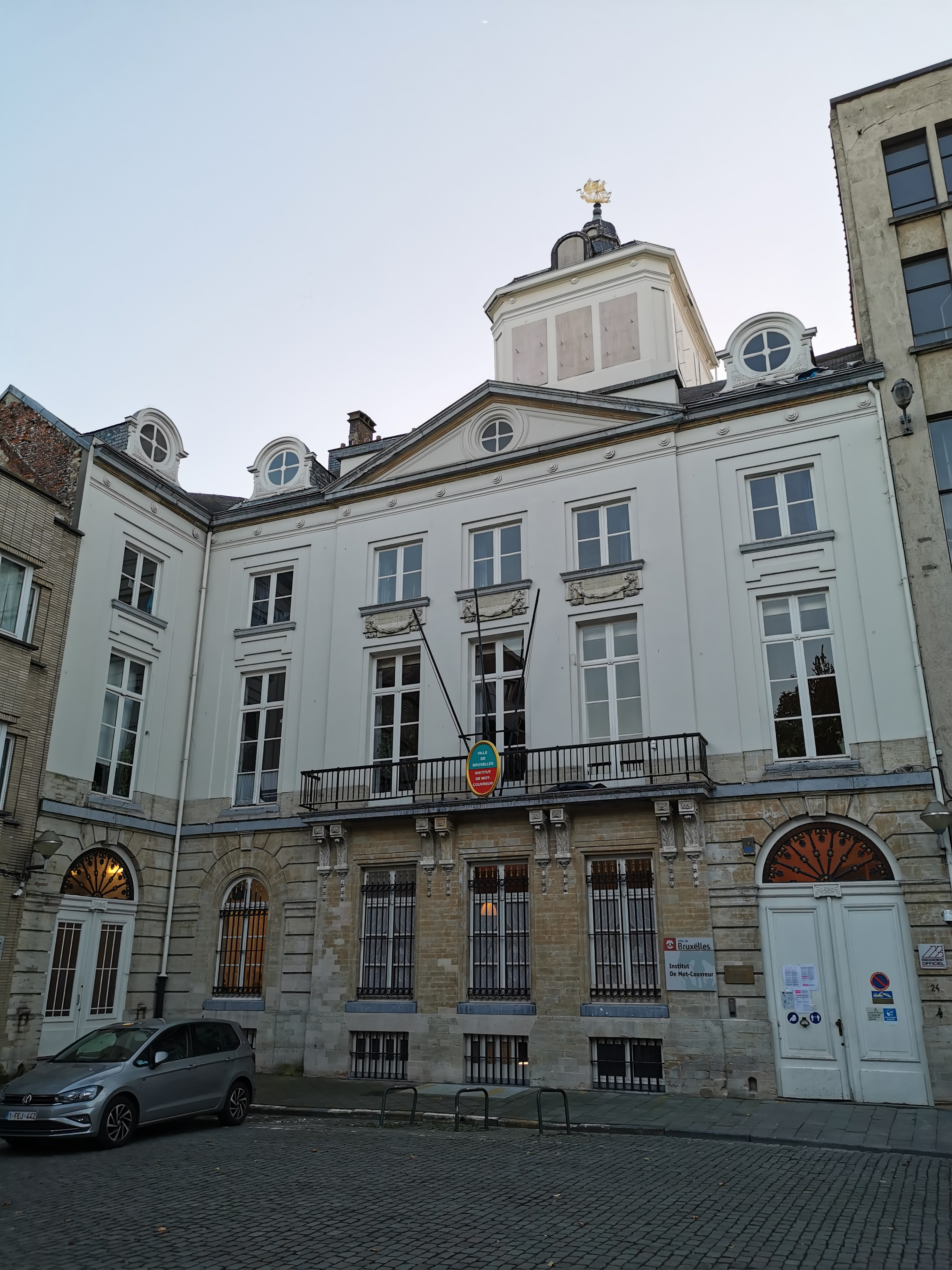
Voorgevel aan de Nieuwe Graanmarkt

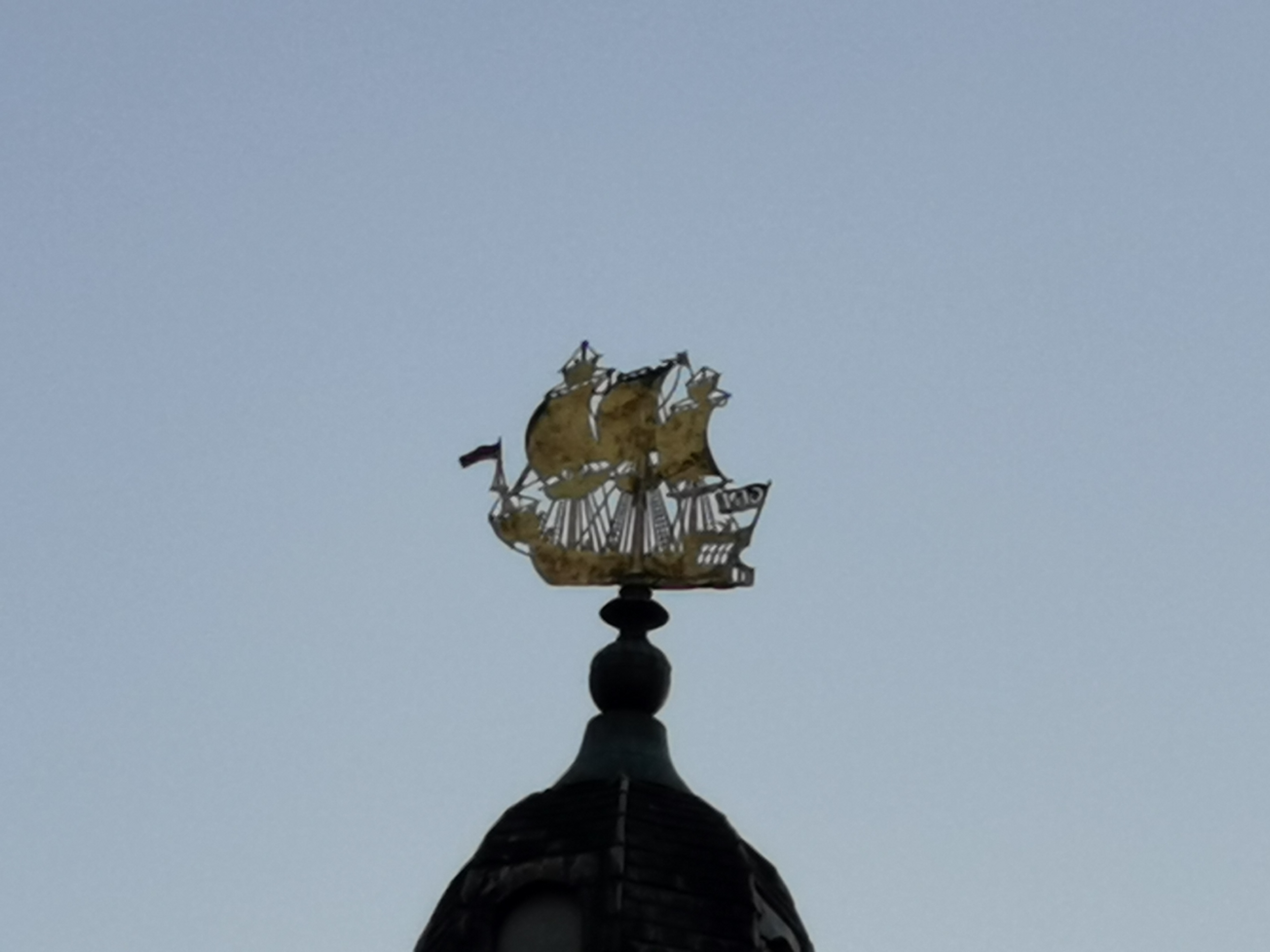
Windwijzer met de initialen CFM van Mosselman (hier gespiegeld)

Het Hotel Mosselman is een neoklassiek herenhuis uit 1788 aan de Nieuwe Graanmarkt 24-25 in Brussel.

## Geschiedenis
Bouwheer was de graanhandelaar Corneille-François Mosselman. Hij kocht in 1787 twee percelen als onderdeel van een stadsvernieuwingsproject op het terrein van het opgeheven Witte Zustersklooster. De architect Claude Fisco ontwierp er een modern stadsplein en verschillende gebouwen.
Op 17 maart 1790 werd Mosselmans pas afgewerkte gebouw geplunderd tijdens de Brabantse Revolutie. Als vonckist had hij zich verbonden met de statisten om het keizerlijke regime te verdrijven, maar na de machtsovername stookten de voormalige bondgenoten het plebs op om met zijn partij af te rekenen.
Het gebouw werd in 1879 aangekocht door de stad Brussel, die er na transformaties door stadsarchitect Jamaer de Gemeenteschool nr. 3 in onderbracht. In 1952 nam de normaalschool De Mot er zijn intrek, sindsdien opgegaan in het Institut De Mot-Couvreur.
Het geheel is in 1998 beschermd als monument.

## Beschrijving
Het pand ligt op een hoek van het plein: vijf traveeën aan de zuidwestelijke zijde en één aan de zuidoostelijke. Op een breed balkon geven drie dubbele vensterdeuren uit. Boven het fronton zien we een belvédère, bekroond door een vergulde windwijzer in de vorm van een driemaster. De vlag op het achtersteven draagt de initialen van Mosselman.

## Voetnoten
1. ↑  Volgens Jean d'Osta was de reder-bankier Friedrich von Romberg de bouwheer en kwam het huis tegen 1800 in het bezit van Corneille Mosselman (zie zijn Dictionnaire historique et anecdotique des rues de Bruxelles, 1986, p. 188-189). Ook Lucas Catherine meent dat de windwijzer herinnert aan de rederij en slavenhandel van Romberg. Nochtans staat vast dat Mosselman het huis liet bouwen en dat het zijn initialen zijn die op de windwijzer prijken.